# Albin Egger-Lienz
Albin Egger-Lienz, né Ingenuin Albuin Trojer le 29 janvier 1868 à Stribach, près de Lienz, en Autriche, et mort le 4 novembre 1926 à Santa Giustina, Bolzano, en Italie, est un peintre autrichien.

## Biographie
Fils illégitime de Maria Trojer, une jeune paysanne, et de Georg Egger, peintre d'église et photographe, il n' a reçu la permission de porter le nom Egger qu'en 1877. 
Élève à Lienz de 1875 à 1882, il est initié à la peinture par son père. Il poursuit ensuite ses études à l'Académie des beaux-arts de Munich entre 1884 et 1893, avec Karl Raupp et Gabriel von Hackl. À l'issue des études, il travaillait comme peintre à Munich et dans le Tyrol. Son style subit alors principalement l'influence de la peinture historique et de la peinture de genre, représentée notamment par Franz Defregger, Mathias Schmid et Jean-François Millet.
En 1899, il épousa Laura Helena Dorothea von Egger-Möllwald (1877–1967) et s'installe à Vienne. L'année suivante, il participe à la formation du mouvement d'artistes Hagenbund et il est devenue membre de la Sécession viennoise en 1909. Dans cette période, il est particulièrement impressionné par l'œuvre de Ferdinand Hodler et son style évolue vers l'expressionnisme monumental. En 1910, il doit être nommé  professeur à l'Académie des Beaux-Arts de Vienne, ce qui a échoué en raison de la résistance de l'archiduc François-Ferdinand, successeur au trône.

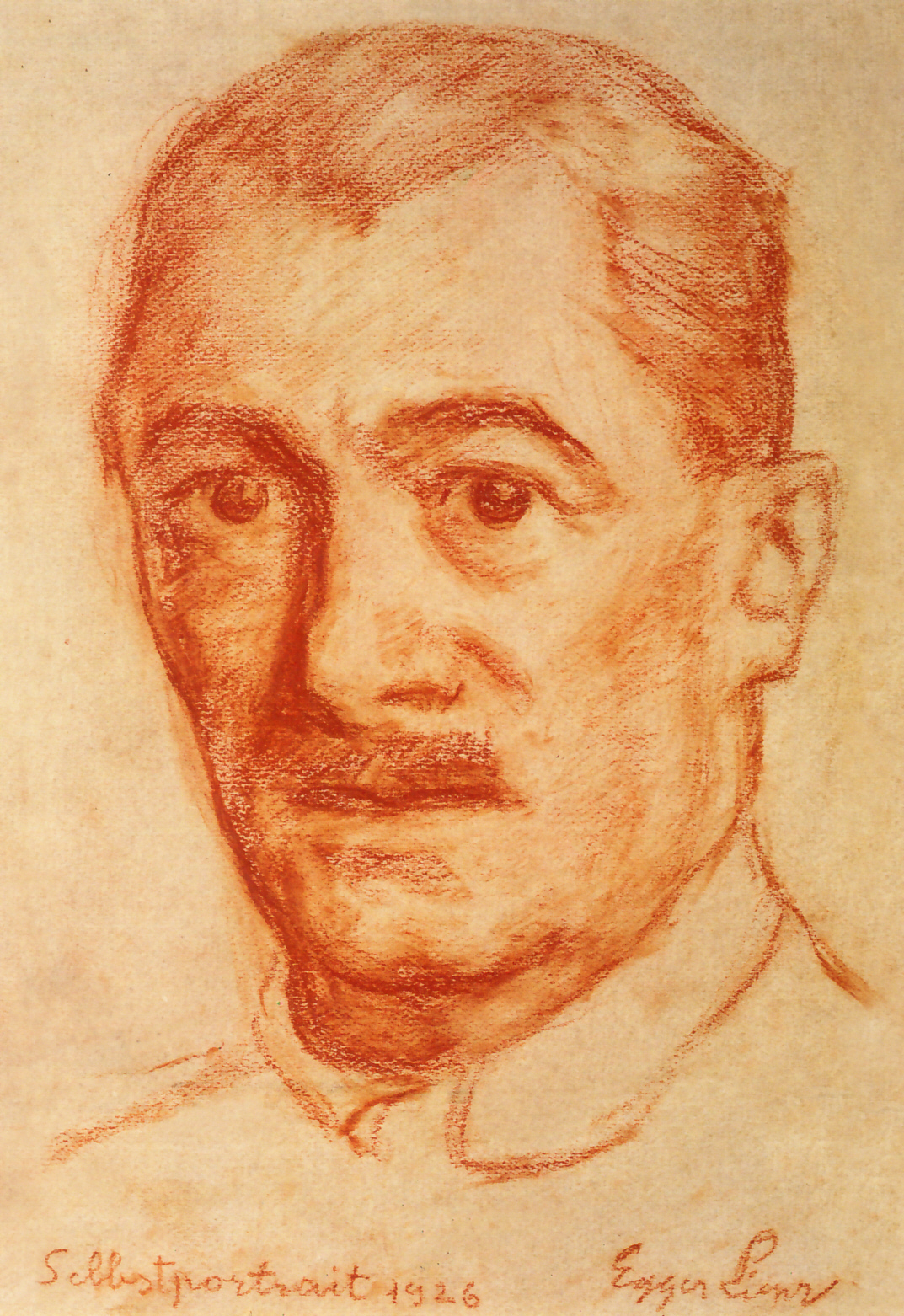
Autoportrait (1926).

Il est retourné à Hall en Tyrol. En 1912 et 1913, il enseigne à l'école des beaux-arts de Weimar, en Allemagne. Après un séjour d'été à Katwijk aux Pays-Bas, sur la côte de la mer du Nord, il s'installe définitivement à St. Justina, dans la commune de Bozen.
Après le déclenchement la Première Guerre mondiale, Egger-Lienz, à l'âge de 47 ans, s'est porté volontaire en avril 1915 aux companies des fusiliers tyroliens. Après d'être placé en congé de maladie, il rentra à la maison une quinzaine de jours plus tard. Déplacé vers Bozen, il devient peintre de guerre à Folgaria et à Trente jusqu'en mai 1916, puis à nouveau peintre libre dans son atelier. 
Après la guerre, en 1919 et 1925, on lui propose alors un statut d'enseignant à l'Académie de Vienne mais il a refusé. Pendant les dernières années de sa vie, il reçoit un doctorat honoris causa de l'université d'Innsbruck et la citoyenneté honoraire de la ville de Lienz.
Ses œuvres se trouvent dans les musées autrichiens, notamment au château de Bruck (Lienz), dans le musée d'histoire militaire de Vienne et la galerie autrichienne Belvedere, au palais Albertina et dans le musée Leopold. Un Autoportrait, 1921, est à la galerie des Offices.

## Œuvres

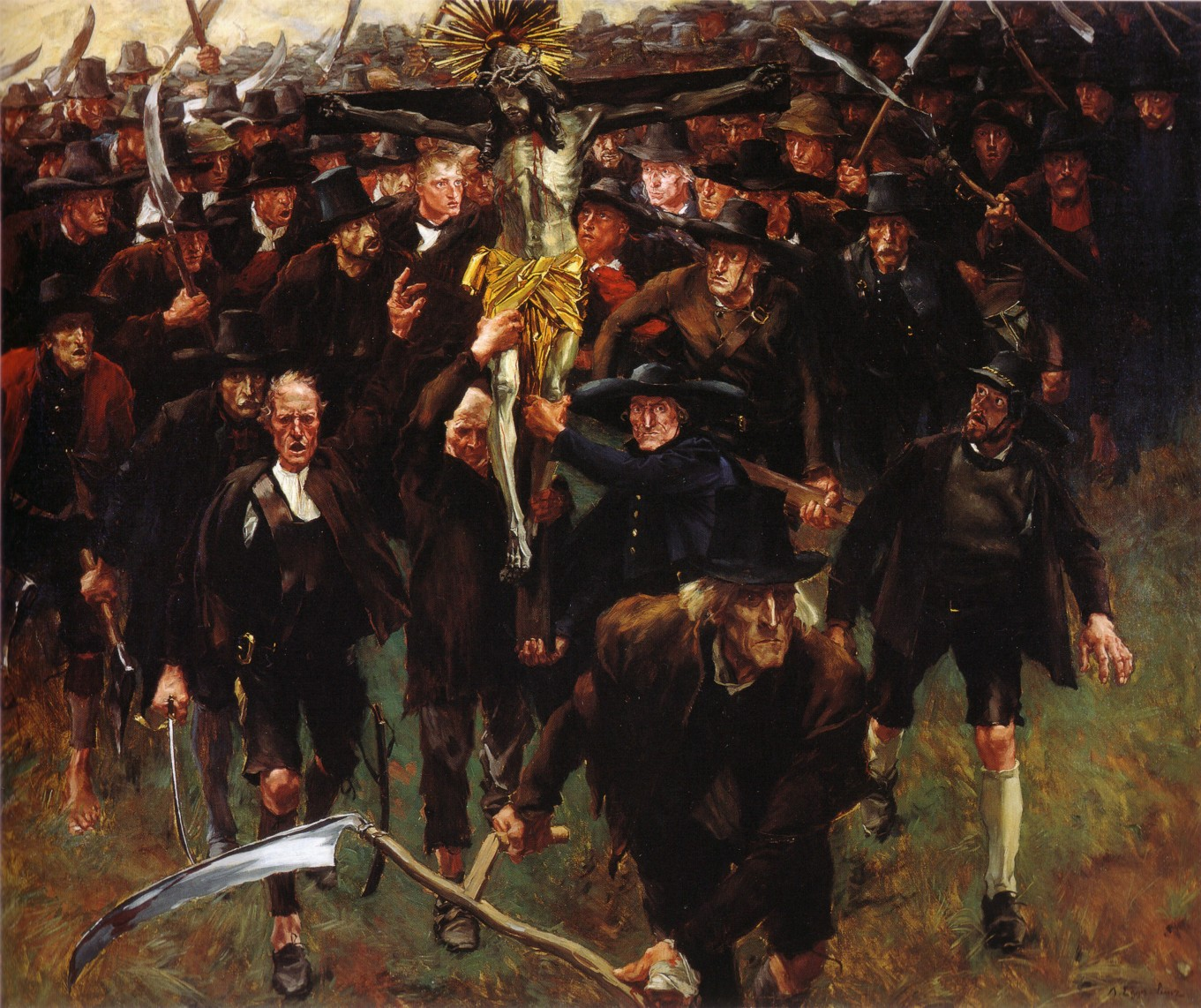
La croix (1901)
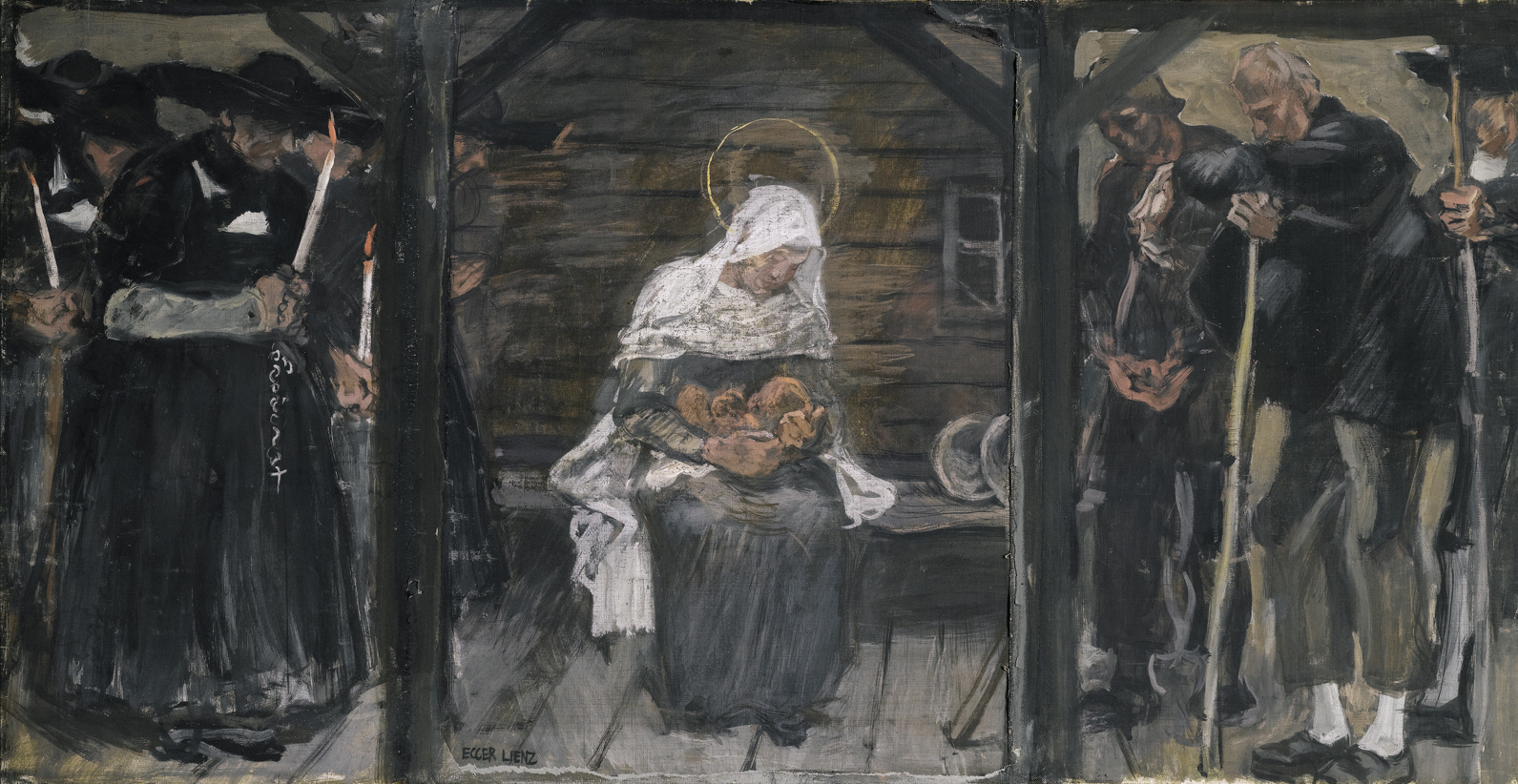
L'adoration (1904)
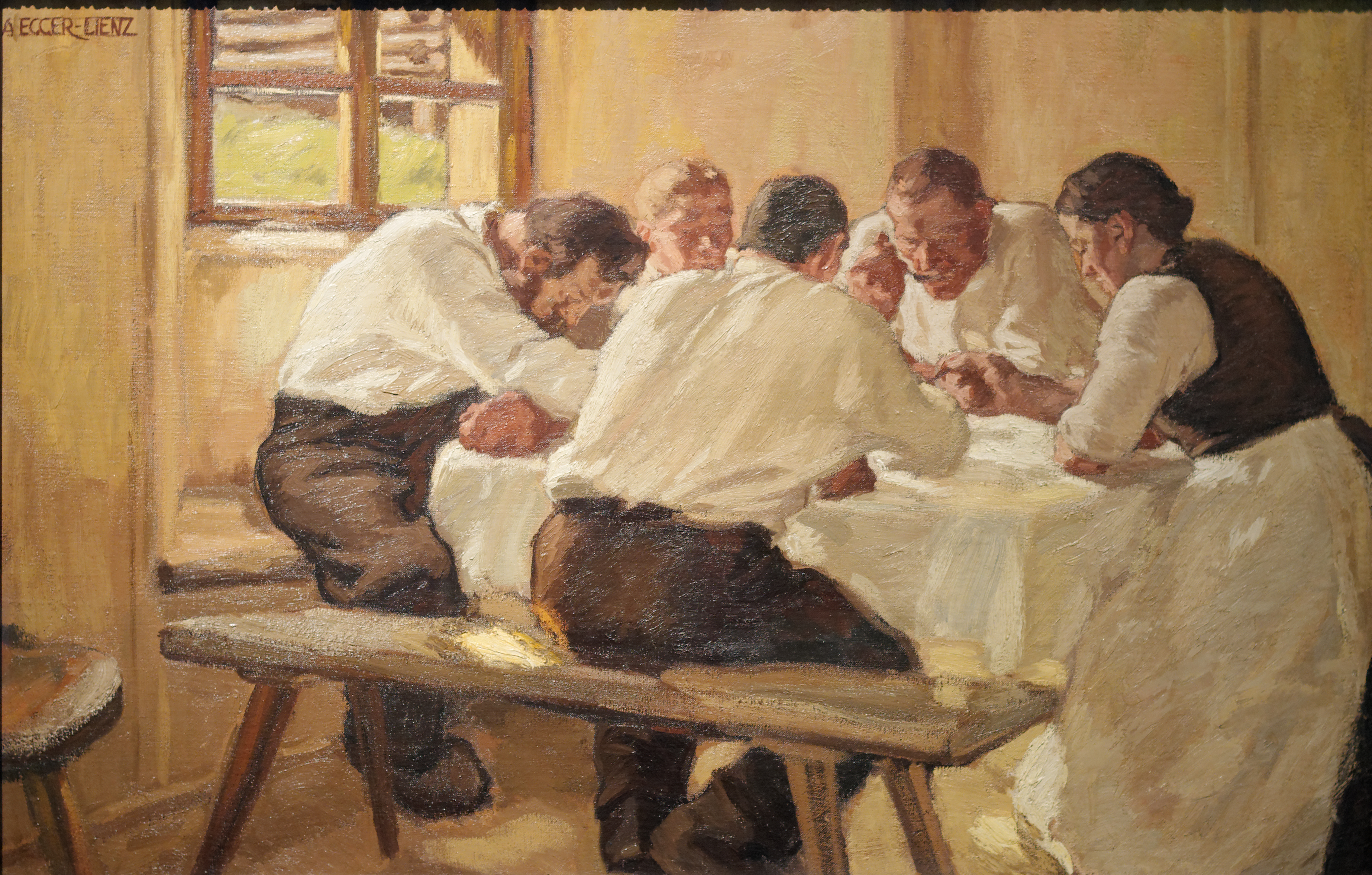
La soupe (Version II), 1910
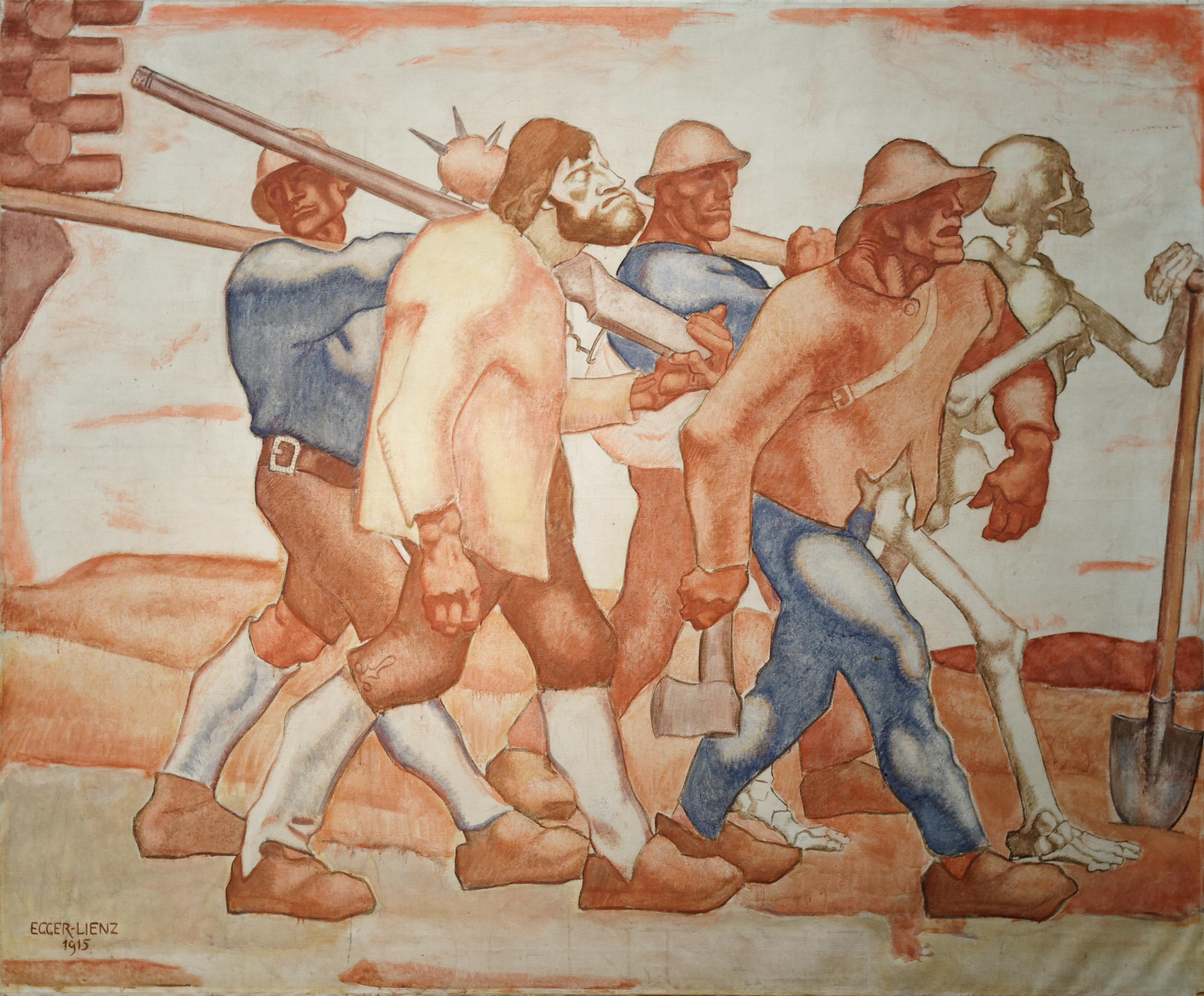
Danse macabre (Version IV), 1920
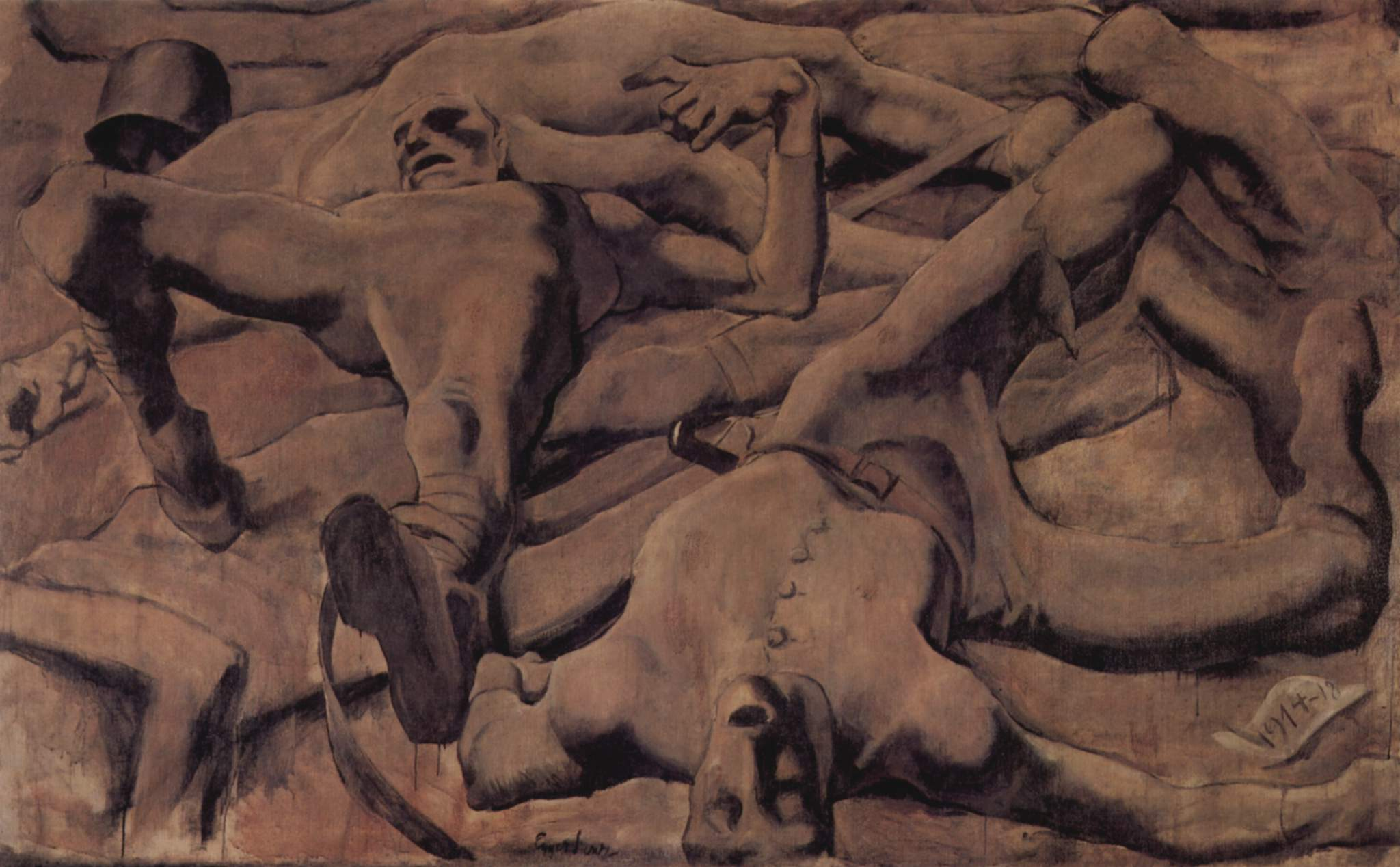
Finale (1918)
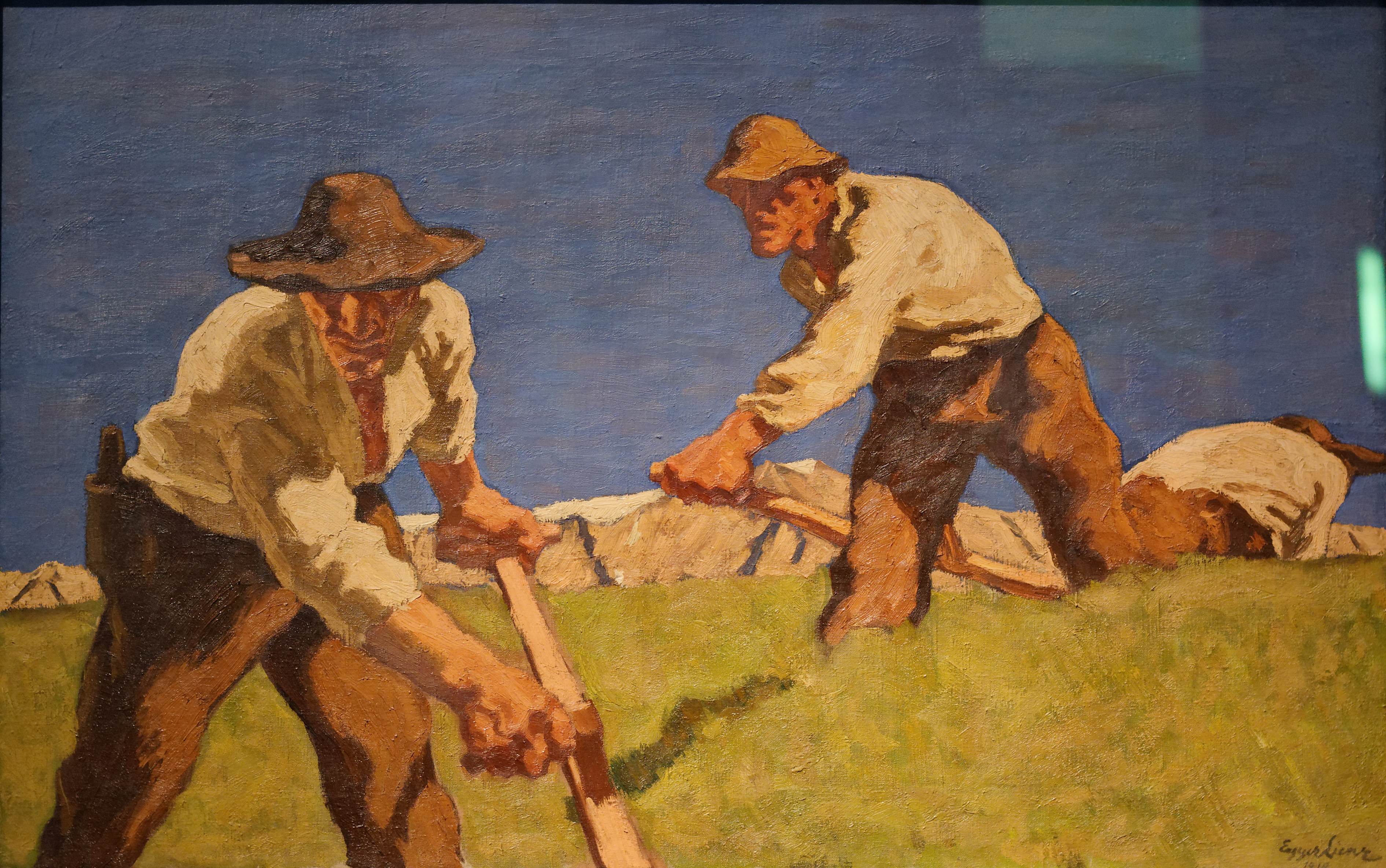
Trois moisonneurs (Version I), 1918
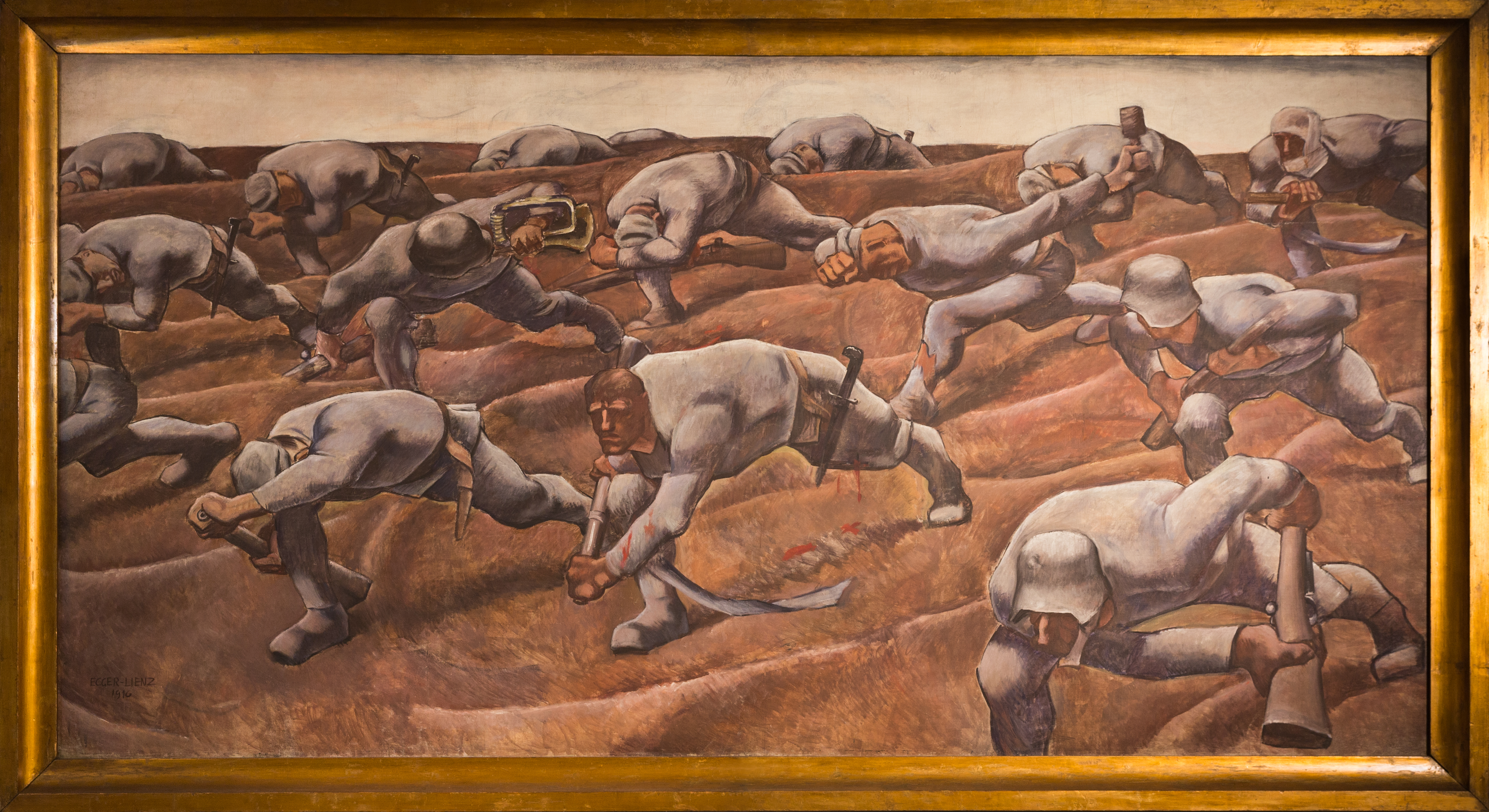
Die Namenlosen,(Les sans noms) (1916)
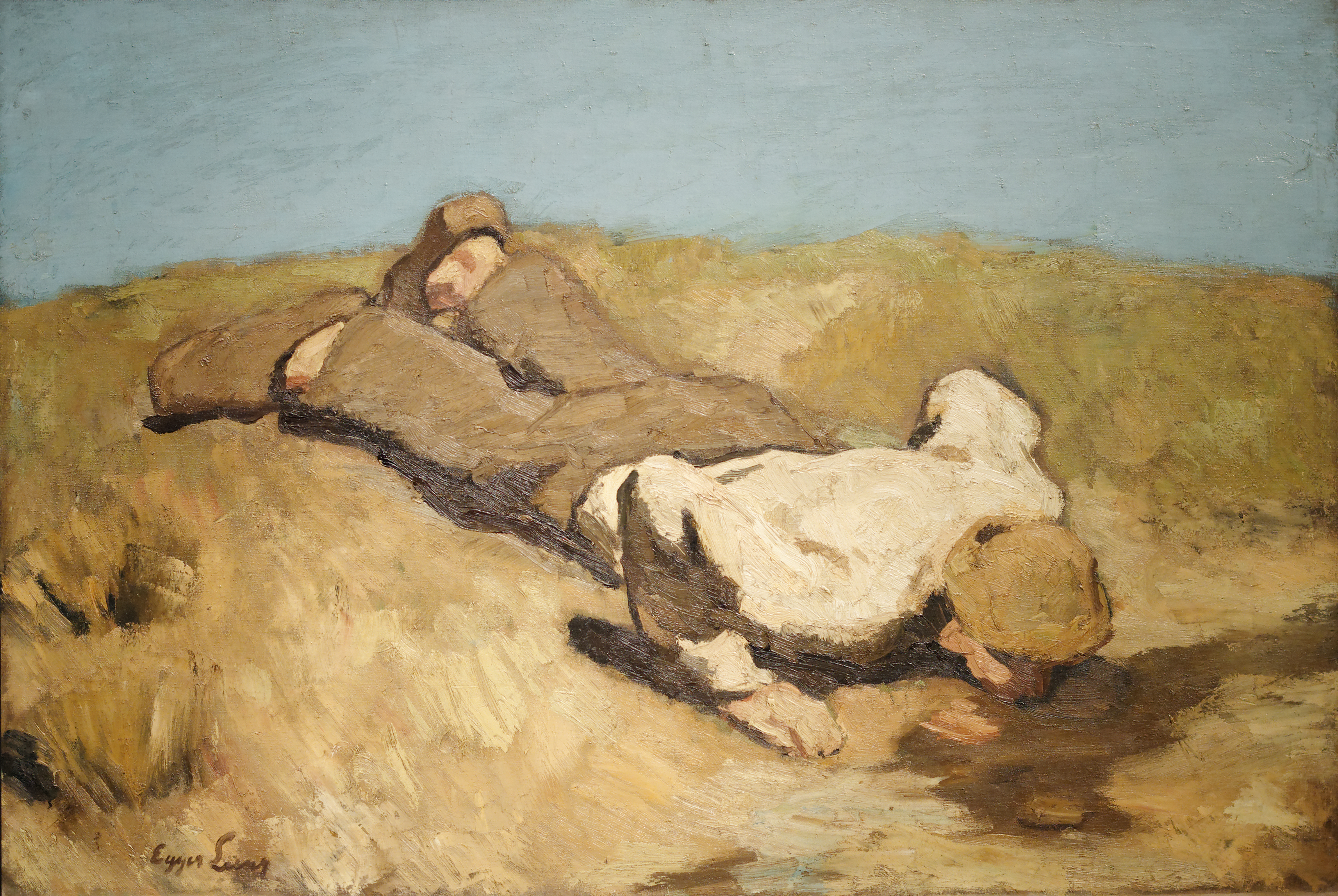
Garçon à la source (1923)

## Note
1. ↑  Collection d'autoportraits du Musée des Offices. (it) Wolfram Prinz (et aut.), « La collezione di autoritratti : Catalogo generale », dans Gallerie degli Uffizi, Gli Uffizi, Florence, Centro Di, 1980 (1re éd. 1979), 1211 p. (ISBN 88-7038-021-1), p. 862.